# 奇勒屋

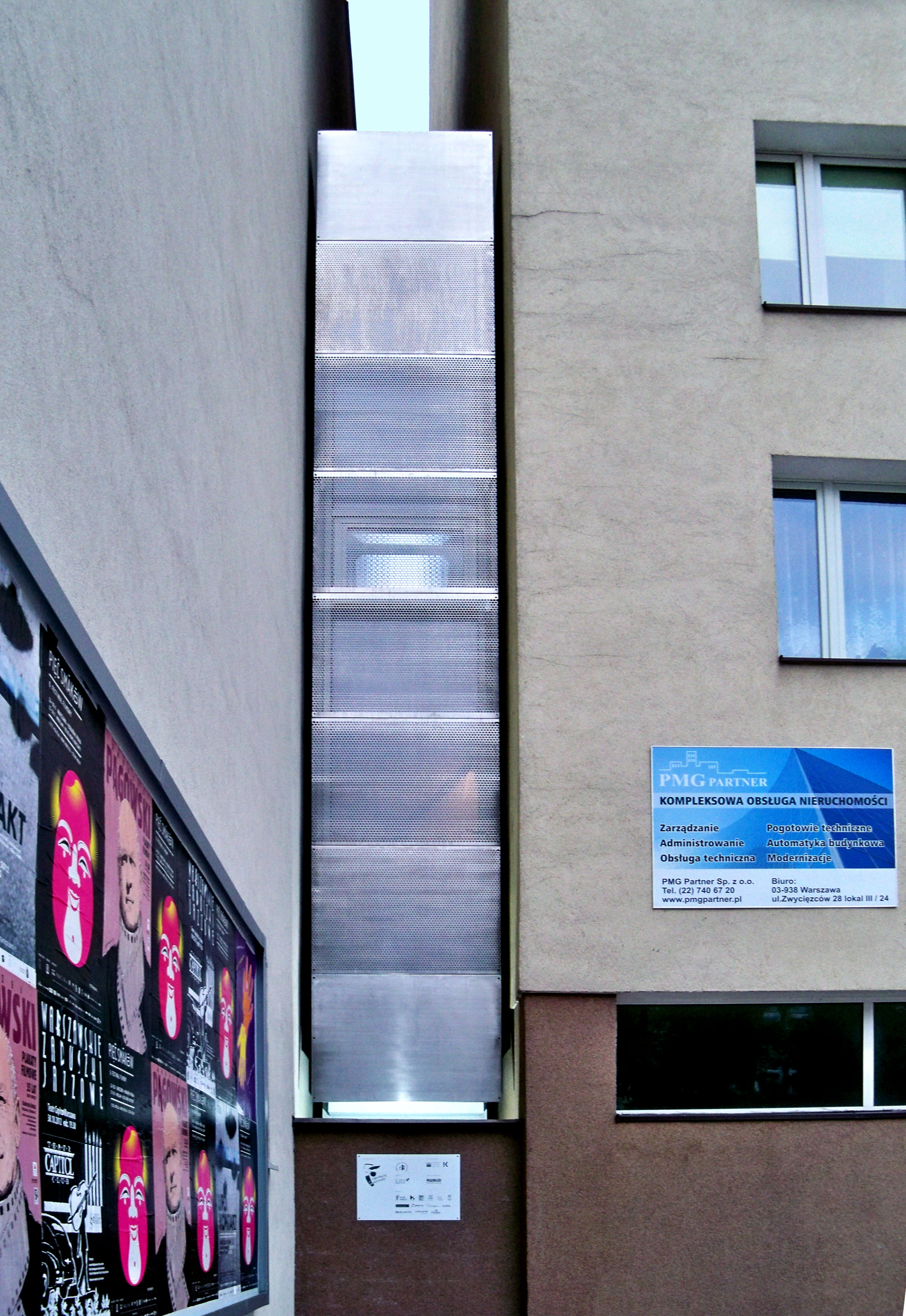
奇勒屋向大街的正面

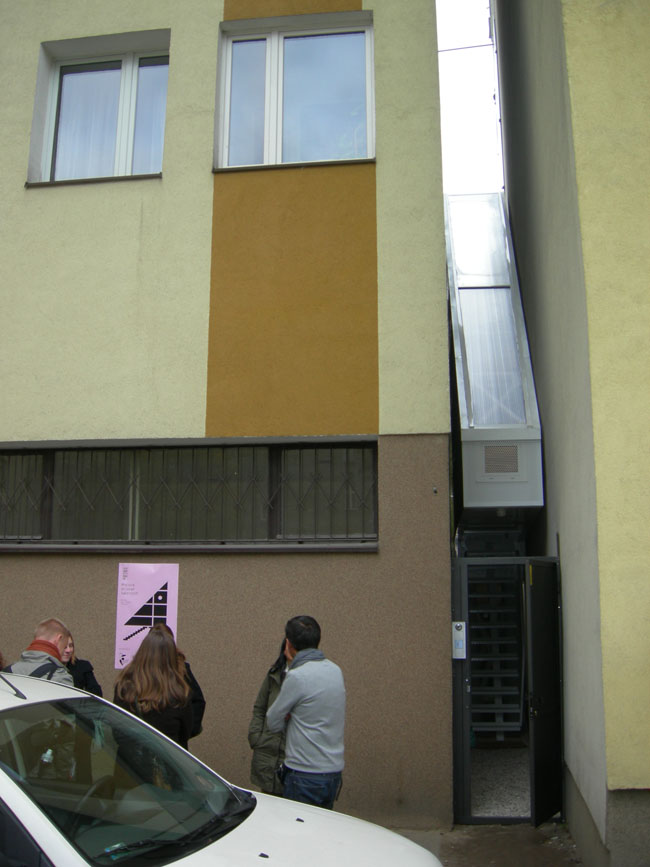
奇勒屋背面，可見其地下大門和斜向的磨砂玻璃屋頂

奇勒屋（Keret House）是位於波蘭首都華沙猶太人區的一間奇葩建築物，因為它是位於兩幢大廈的空隙之間，它是「全世界最窄的建築物」，其最窄處是0.92米而最闊也祇有1.52米。
奇勒屋是波蘭建築設計師雅各布·什琴斯尼（Jakub Szczesny）在2012年為猶太裔作家艾加.奇勒（Etgar Keret）設計，故名「奇勒屋」，現在奇勒屋也成為了波蘭華沙著名建築物。

## 設計
奇勒屋原本是想用木材作材料但考慮到木材不透光，故改為鋼鐵骨架外加磨砂玻璃，這樣可利用天然陽光，整間屋是一個離地3米的大直角三角形，高9米而底長10米，再加上闊0.92米至1.52米的厚度，其內部空間少於5平方米，其斜坡就是屋頂。
造法是首先在別處造好了鋼鐵骨架再用起重機放入這道空隙，再叫工人站在骨架內把磨砂玻璃鑲上，然後再安裝內裡。
內裡又被分成兩層，兩層之間為一條垂直樓梯相連，上層是睡房（剛好只能放置床）而其後方為寫字枱，下層為廁所、廚房和飯廳，在飯廳後方就是其入口，有一條可昇降的樓梯相連到地下大門，在這個入口後方的角位放了一個大軟墊。

## 相片

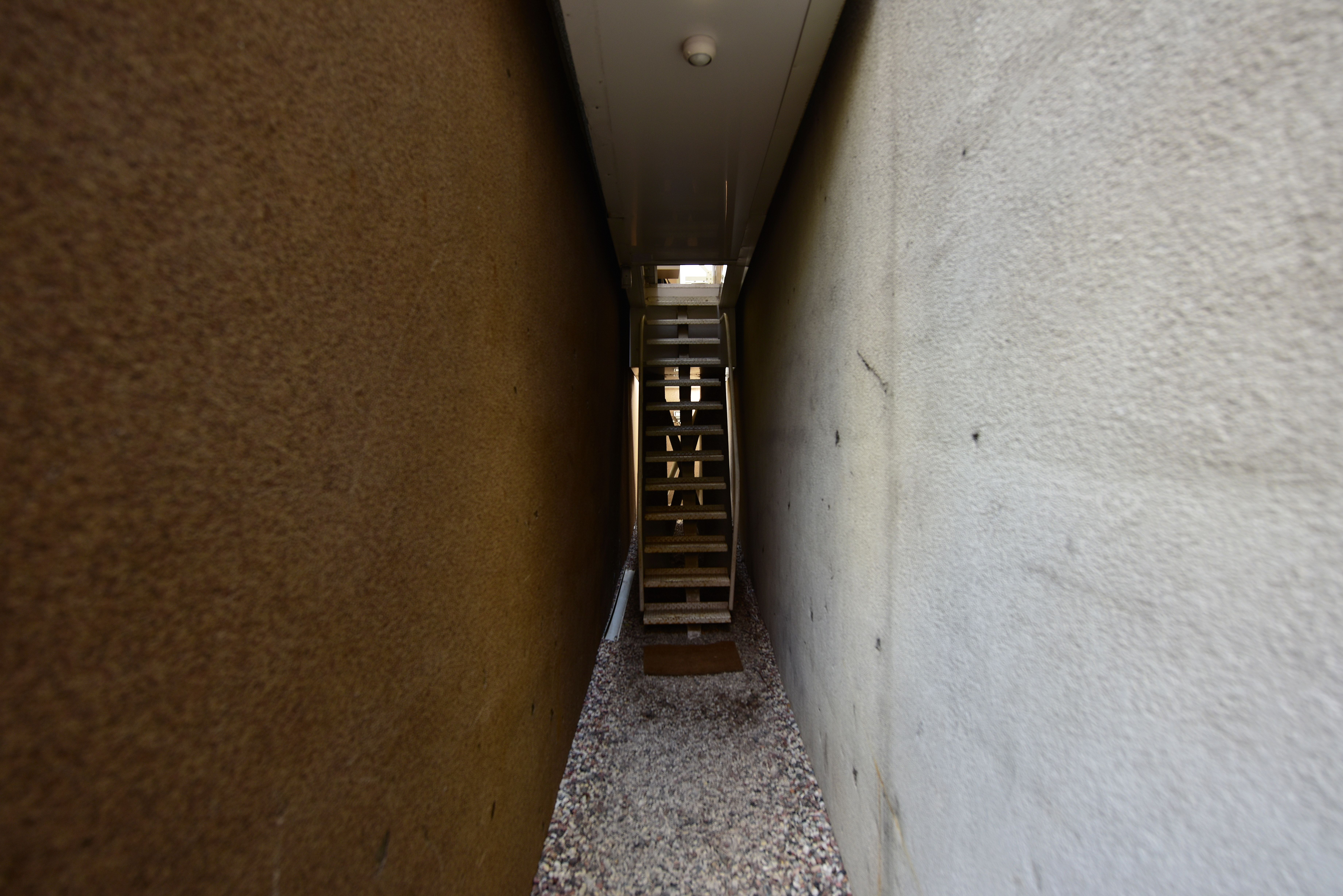
打開地下大門，可見其入口和那條可昇降樓梯
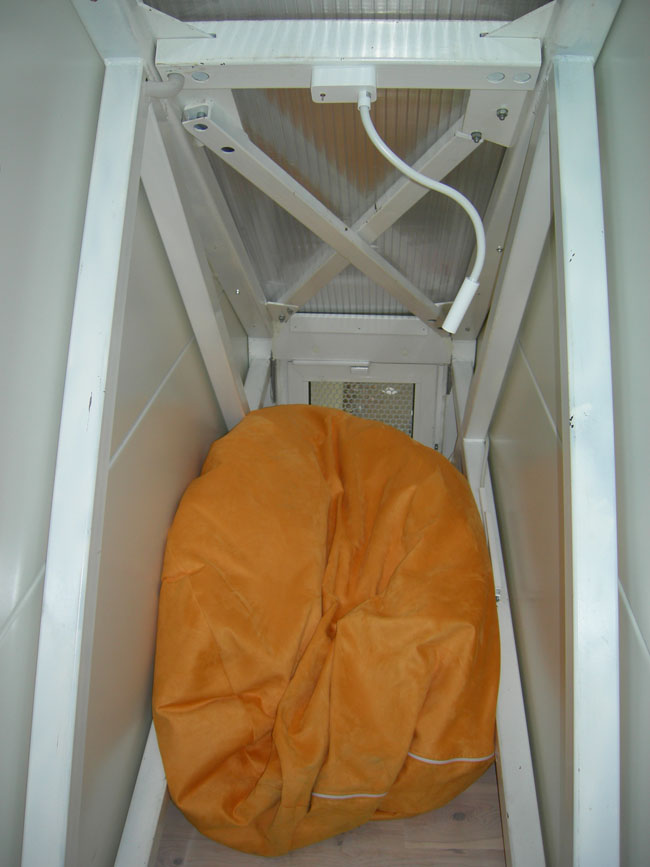
在入口後方角位放置的大軟墊
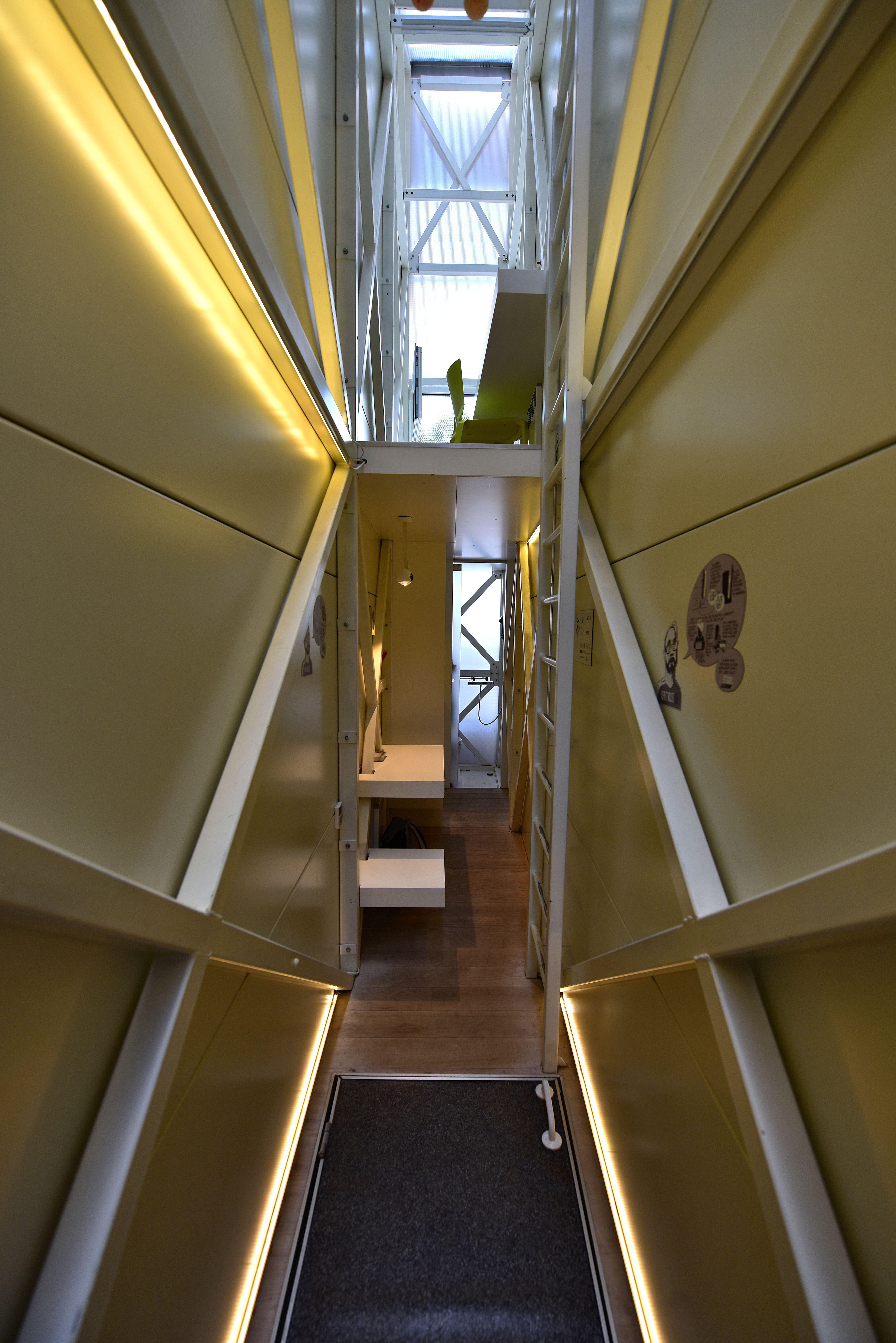
從入口位置可見內裡那上下兩層結構
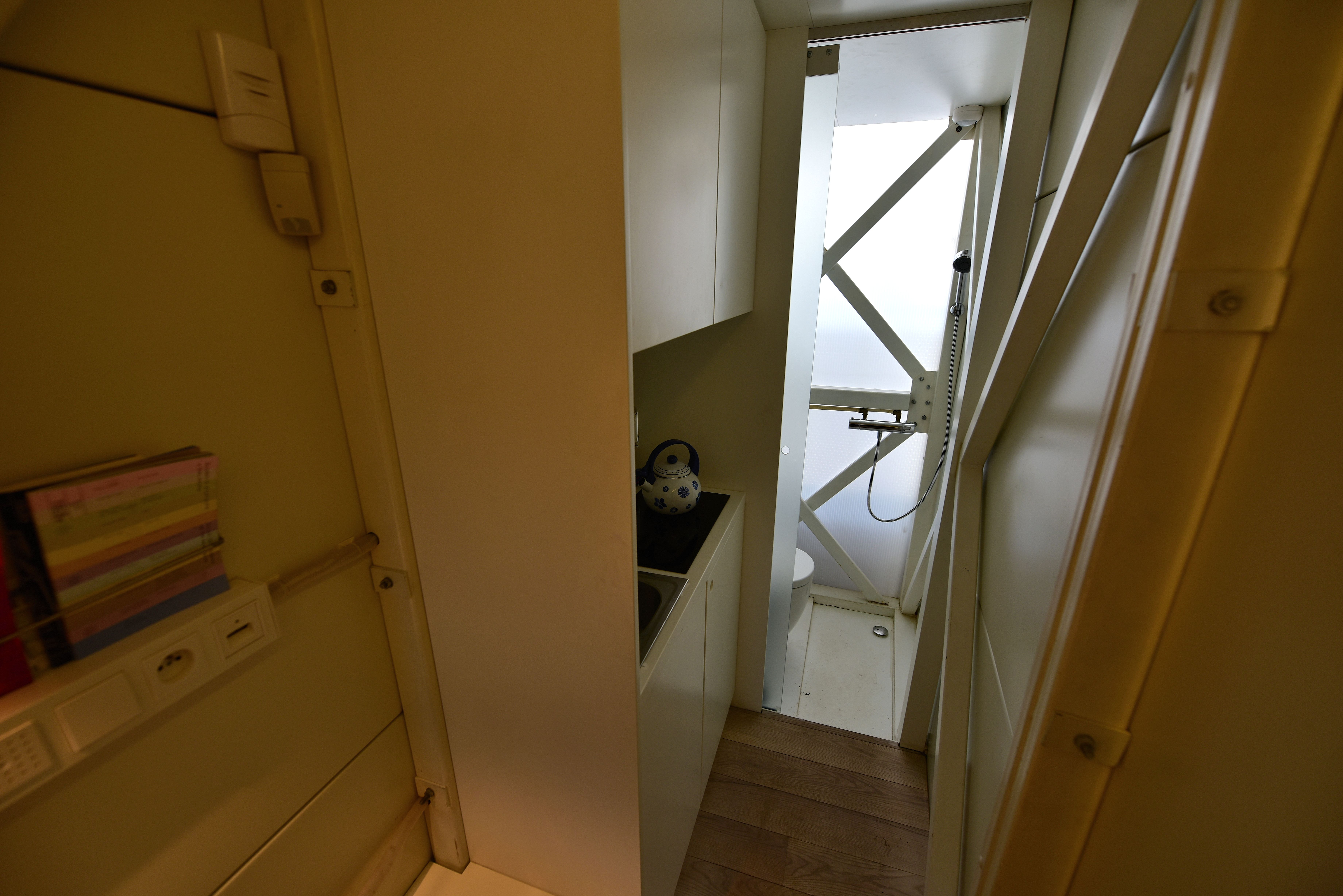
下層是飯廳、廚房和廁所
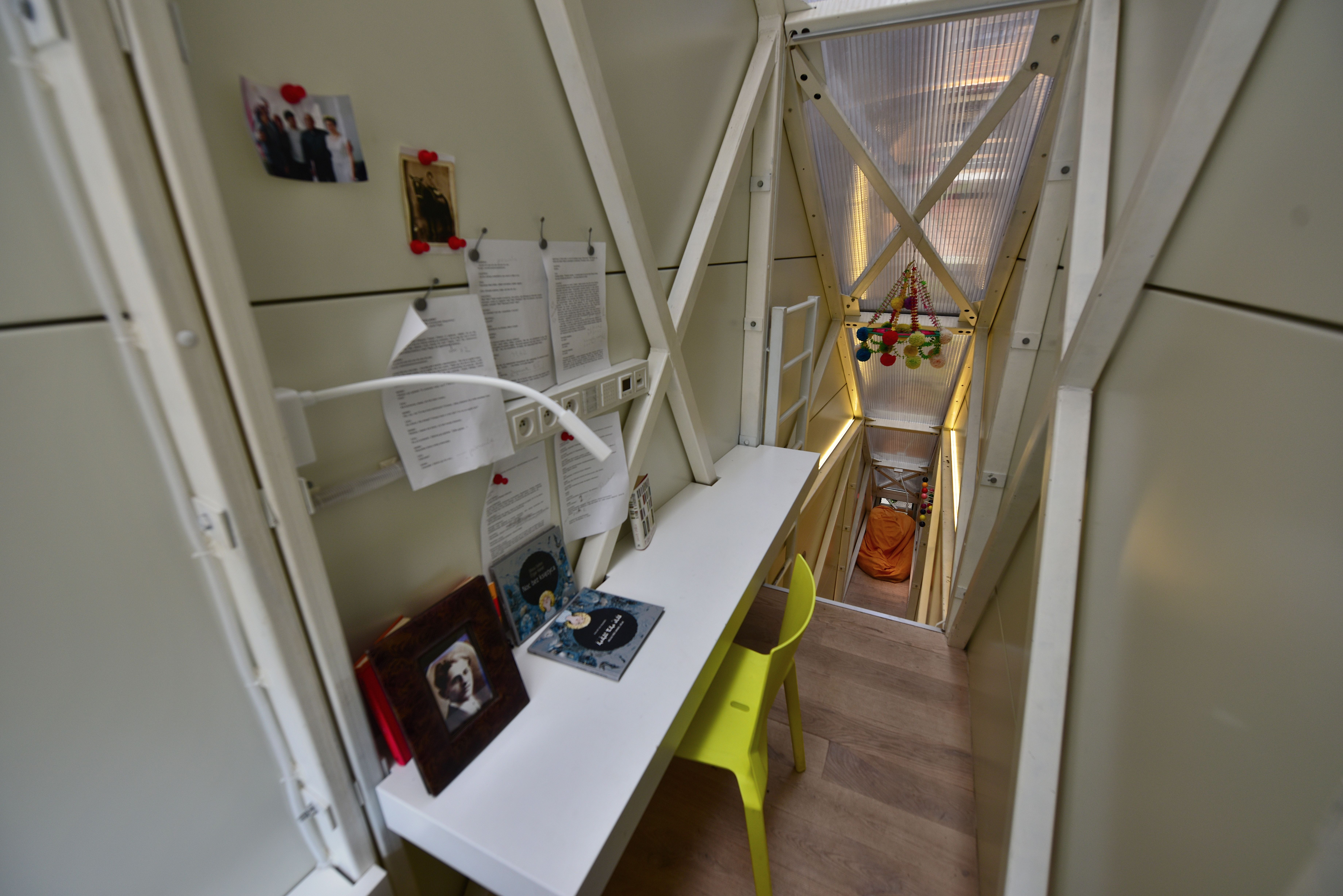
上層的寫字枱
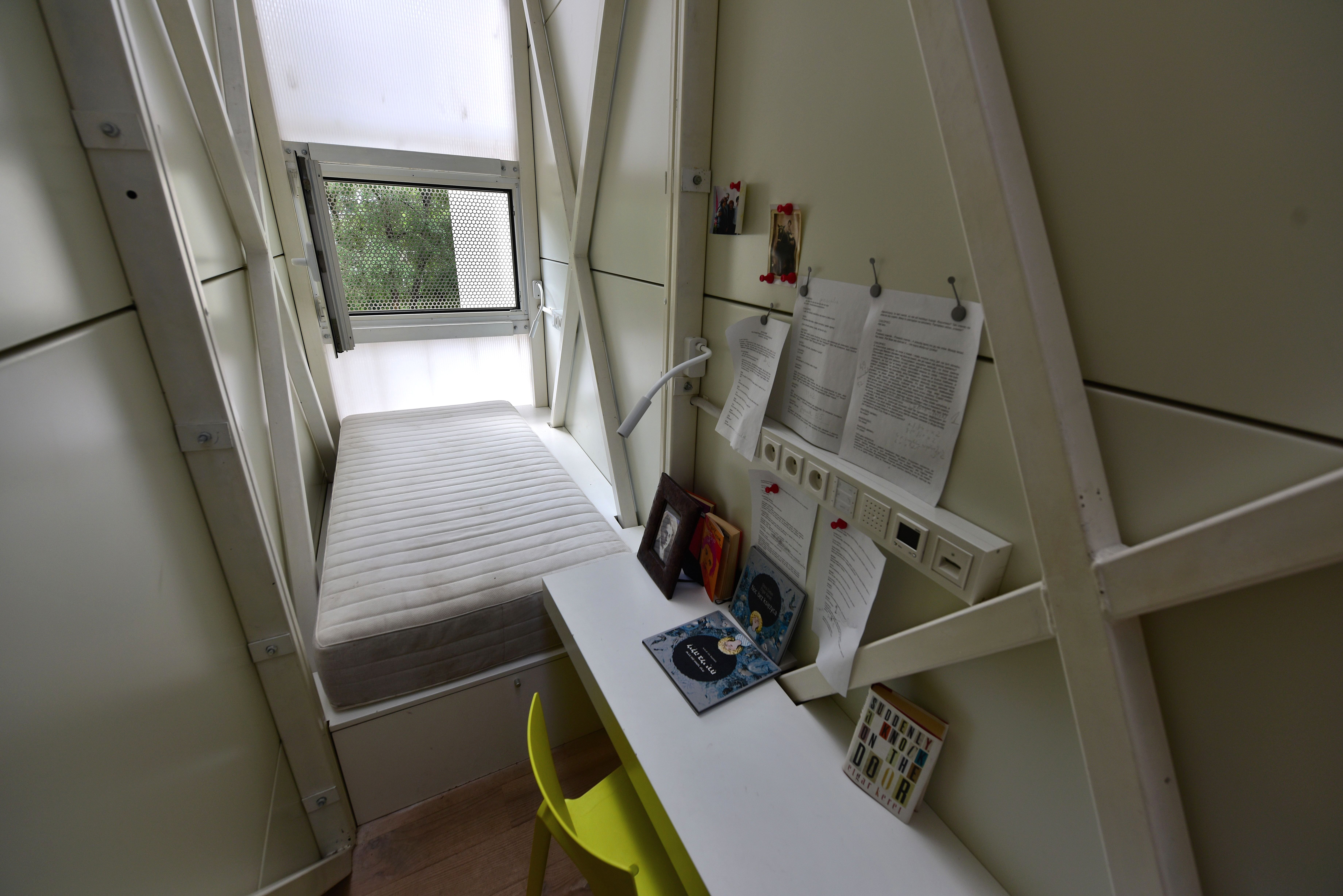
上層的睡房

## 外部連結
- 世界最窄的房子Keret House：挑戰你對「窄」的認知極限！（页面存档备份，存于）
- 他造了「全世界最窄」的房子，只有0.7米寬，所有人都排隊去參觀